# The Castle (Ramona)
The Castle  es un edificio histórico ubicado en Ramona en el estado estadounidense de California. The Castle se encuentra inscrito  en el Registro Nacional de Lugares Históricos desde el 30 de marzo de 1978. Vawter, John T., Weave y Emmor Brooke diseñaron The Castle.

## Ubicación
The Castle se encuentra dentro del condado de San Diego en las coordenadas 33°00′49″N 116°57′17″O / 33.013611, -116.954722.